# Lunchbox (demo)
Lunchbox es un casete del grupo Marilyn Manson (que en ese entonces era conocido bajo el nombre de Marilyn Manson and the Spooky Kids). Fue el segundo casete del grupo en ser vendido.

## Lista de canciones
Lado A
1. "Dune Buggy"
2. "My Monkey"

Lado B
1. "Learning to Swim"
2. "Cake and Sodomy"

## Créditos
- Marilyn Manson - Vocalista
- Daisy Berkowitz - Guitarra
- Gidget Gein - Bajos
- Madonna Wayne Gacy - Teclados
- Sara lee lucas - Batería

- Datos: Q5652935